# Antopedaliodes anina
Antopedaliodes anina är en fjärilsart som beskrevs av Otto Staudinger 1987. Antopedaliodes anina ingår i släktet Antopedaliodes och familjen praktfjärilar. Inga underarter finns listade i Catalogue of Life.